# Scelidothrix nigropilosa
Scelidothrix nigropilosa är en skalbaggsart som beskrevs av Dombrow 2001. Scelidothrix nigropilosa ingår i släktet Scelidothrix och familjen Melolonthidae. Inga underarter finns listade i Catalogue of Life.